# Calvert City
Calvert City é uma cidade localizada no estado americano de Kentucky, no Condado de Marshall.

## Demografia
Segundo o censo americano de 2000, a sua população era de 2701 habitantes.
Em 2006, foi estimada uma população de 2774, um aumento de 73 (2.7%).

## Geografia
De acordo com o United States Census Bureau tem uma área de
36,1 km², dos quais 36,0 km² cobertos por terra e 0,1 km² cobertos por água. Calvert City localiza-se a aproximadamente 107 m acima do nível do mar.

## Localidades na vizinhança
O diagrama seguinte representa as localidades num raio de 20 km ao redor de Calvert City.

## Personalidades
- Robert Grubbs (1942), Prémio Nobel da Química de 2005